# Chaim Grade
Chaim Grade (4 avril 1910 à Vilnius - 26 juin 1982 dans le Bronx, New York) est un des plus importants écrivains yiddish du XXe siècle.

## Éléments biographiques
Chaim Grade est né le 4 avril 1910 .à Vilnius, dans l'Empire russe, aujourd'hui en Lituanie. Il est le fils de Mordechai Grade, qui enseigne l'hébreu et qui prône la Haskalah.
Il reçoit une éducation religieuse mais aussi séculaire.
Il étudie pendant plusieurs années avec Avrohom Yeshaya Karelitz, qui sera connu plus tard comme le Hazon Ish, le leader du judaïsme orthodoxe (Haredi).
En 1932, il commence à publier des histoires et des poèmes en yiddish.
Il devient un des membres fondateurs du groupe d'artistes et de poètes, "Jeune Vilna".

### Seconde Guerre mondiale
Chaim Grade se réfugie en Union soviétique, lorsque les Nazis prennent la ville de Vilnius, durant la Seconde Guerre mondiale. Il perd dans la Shoah, son épouse, Frumme-Liebe, la fille du rabbin de Glebokie, ainsi que sa mère, Vella Grade Rosenthal, la fille du rabbin Rafael Blumenthal.

### Après la Seconde Guerre mondiale
Avec la fin de la Seconde Guerre mondiale, Chaim Grade vit en Pologne et en France, avant de s'établir à New York, en 1948.
Il se remarie avec Inna Hecker, qui traduit ses œuvres en anglais. Elle meurt à New York, le 2 mai 2010.

## Œuvres
- Fiction:
  - Mayn krig mit Hersh Rasseyner (Ma dispute avec Hersh Rasseyner), 1951. Traduit en anglais comme My Quarrel With Hersh Raseyner et publié dans A Treasury of Yiddish Stories édité par Irving Howe et Eliezer Greenberg. Viking Press: New York, 1954.
  - Der shulhoyf, 1958 en trois parties:
    - Reb Nokhemel der Malve.
    - Shriftele.
    - Der brunem. Traduit en anglais comme The Well. JPS: Philadelphie, 1967.

  - Die agune, 1961. Traduit en anglais comme The Agunah et publié par Twayne Publishers: New York, 1974.  (ISBN 0672519542)
  - Tsemakh Atlas (2 volumes), 1967-1968. Traduit en anglais comme The Yeshiva. Bobbs-Merrill: Indianapolis, 1976-1977.  (ISBN 0672523442)
  - Di Kloyz un di gas (Synagogue et rue), 1974. Traduit en anglais comme Rabbis and Wives. Knopf: New York, 1982.  (ISBN 0805208402)
  - Der shtumer minyen (Le Minyan silencieux), 1976.
- Mémoires:
  - Der mames shabosim, 1955. Traduit en anglais comme My Mother's Sabbath Days. Knopf: New York, 1986.  (ISBN 0394509803)
- Publications en feuilleton dans des journaux yiddish:
  - Froyen fun geto (Femmes du Ghetto), dans les années 1960, dans le Forverts.
  - Beys harov (La Maison du Rabbin), dans les années 1960-1970, dans Der Tog et Forverts.
  - Fun unter der erd (En dessous de la terre), dans les années 1960-1962, dans le Forverts.
- Poésie:
  - Yo (Oui), 1935.
  - Musernikes (Moussaristes), 1939.
  - Doyres (Générations), 1939.
  - On the Ruins (Les Ruines ), 1947.
  - Pleytim (Réfugiés), 1947.
  - Farvoksene vegn (Chemins envahis [par la végétation]), 1947.
  - Der mames tsavoe (Le Testament de ma Mère), 1949.
  - Shayn fun farloshene shtern (The Glow of Extinguished Stars), (L'éclat des étoiles éteintes), 1950. Traduit en anglais dans The Golden Peacock: A Worldwide Treasury of Yiddish Poetry, édité par Joseph Leftwich, 1961.